# Mesék a kriptából – Démonlovag
A Mesék a kriptából – Démonlovag (eredeti cím: Tales from the Crypt: Demon Knight) 1995ben bemutatott amerikai filmvígjáték-horror, melyet Ernest Dickerson rendezett. A főbb szerepekben Billy Zane, William Sadler, Jada Pinkett, Brenda Bakke, CCH Pounder, Dick Miller és Thomas Haden Church látható. Ez volt a HBO Mesék a kriptából című sorozatából készült első egész estés mozifilm.
Az Amerikai Egyesült Államokban 1995. január 13-án mutatták be, negatív kritikai fogadtatás mellett. Folytatása, melynek története nem kapcsolódik ehhez a filmhez, 1996-ban jelent meg, Mesék a kriptából – Vérbordély címmel.

## Cselekmény
A Mesék a kriptából sorozat műsorvezetője, a Kriptaőr saját filmet forgat, melyet Démonlovag címmel mutat be a nézőknek.
Új-Mexikóban a Gyűjtő névre hallgató, emberi alakot viselő démon üldöz egy Frank Brayker nevű vándorló férfit. Járműveik karamboloznak, ezután Brayker elmenekül és egy templomból kialakított, szegényes motelben húzza meg magát. Megismerkedik a lakókkal, a tulajdonos Irene-nel, a prostituált Cordeliával, a postás Wallyvel és egy Jeryline nevű fegyenccel.
A Gyűjtő hamarosan Brayker után ered és kiderül: egy fontos kulcsot akar megszerezni tőle, amelynek birtokában a démonok átvehetnék a hatalmat a Földön.

## Szereplők
| Szerep              | Színész                    | Magyar hang     |
| ------------------- | -------------------------- | --------------- |
| A Gyűjtő            | Billy Zane                 | Gesztesi Károly |
| Frank Brayker       | William Sadler             | Rosta Sándor    |
| Jeryline            | Jada Pinkett               |                 |
| Roach               | Thomas Haden Church        | Dózsa Zoltán    |
| Irene               | CCH Pounder                | Borbáth Ottília |
| Kriptaőr            | John Kassir (hangja)       | Verebély Iván   |
| Kriptaőr            | Brock Winkless (bábmester) | Verebély Iván   |
| Cordelia            | Brenda Bakke               |                 |
| Willy bácsi         | Dick Miller                | Uri István      |
| Bob seriffhelyettes | Gary Farmer                | Horkai János    |
| Danny               | Ryan O’Donohue             |                 |
| Wally               | Charles Fleischer          |                 |
| Tupper seriff       | John Schuck                | Áron László     |
| Wanda               | Sherrie Rose               |                 |
| partilány           | Chasey Lain                |                 |
| partilány           | Traci Bingham              |                 |
| Other Collector     | Mark David Kennerly        |                 |
| Homer               | Tim DeZarn                 |                 |
| gyilkos             | John Larroquette           |                 |

## Fogadtatás
A Rotten Tomatoes 38 kritikus véleménye alapján 42%-ra értékelte. A Variety kritikája szerint „…nem elég vicces vagy ijesztő ahhoz, hogy teljes mértékben kielégítő legyen, akár sokkoló műként, akár paródiaként.” Stephen Holden (The New York Times) is úgy vélte, a film „eltúlzott élőszereplős rajzfilm, amely egyszerre akar hajmeresztő és vicces lenni. A maga kamaszosan nyálcsorgató módján félig-meddig sikerrel is jár.”

## Fordítás
- Ez a szócikk részben vagy egészben  a   Demon Knight című angol Wikipédia-szócikk ezen változatának fordításán alapul.  Az eredeti cikk szerkesztőit annak laptörténete sorolja fel. Ez a jelzés csupán a megfogalmazás eredetét és a szerzői jogokat jelzi, nem szolgál a cikkben szereplő információk forrásmegjelöléseként.